# Rasulpur
Rasulpur és un riu de Bengala Occidental que juntament amb el Haldi és l'únic afluent del riu Hugli a l'antic districte de Midnapur. Neix a l'oest del districte d'East Midnapore amb el nom de Bagda, i corre en direcció a l'est fins a trobar el Hugli més enllà del far de Cowcolly a poca distància de la desembocadura del gran riu a la badia de Bengala.